# Kevin Tyler
Kevin Tyler (* 26. September 1963 in New Westminster, British Columbia) ist ein ehemaliger kanadischer Bobfahrer, der an den Olympischen Winterspielen 1988 in Calgary teilnahm.

## Karriere

### Olympische Winterspiele
Kevin Tyler gehörte im Jahr 1988 in Calgary bei den Olympischen Winterspielen 1988 zum kanadischen Aufgebot im Zweier- und Viererbob. Den Wettkampf im Zweierbob absolvierte er zusammen mit David Leuty am 20. und 21. Februar 1988 auf der Bob- und Rennschlittenbahn im Canada Olympic Park und belegte im Bob Canada 2 den 13. Platz von 41 teilnehmenden Zweierbobs mit einer Gesamtzeit von 3:58,19 min aus vier Wertungsläufen. Zusammen mit seinen Mannschaftskameraden Greg Haydenluck, Cal Langford und Lloyd Guss beendete Tyler den olympischen Wettkampf im Viererbob am 27. und 28. Februar 1988 auf der Bob- und Rennschlittenbahn im Canada Olympic Park im Bob Canada 2 auf dem 13. Platz von 26 teilnehmenden Viererbobs mit einer Gesamtzeit von 3:49,99 min aus vier Wertungsläufen.